# Vlag van Achtkarspelen

Vlag van de gemeente Achtkarspelen

De vlag van Achtkarspelen is bij raadsbesluit op 28 april 1958 vastgesteld als de gemeentelijke vlag van Achtkarspelen. De vlag kan als volgt worden beschreven:
Drie banen van rood, wit en groen, waarvan de hoogten zich verhouden als 1:4:1, met in de witte baan een achtpuntige blauwe ster, 1/12 van de vlaglengte verwijderd van de broekzijde, de bovenste baan en de onderste baan.
De vlag is een symbolische weergave van het gemeentewapen, waarbij de kleuren afkomstig zijn van het wapen en de ster verwijst naar de acht kerktorens in het wapen. Het wapen is een ontwerp van de Fryske Rie foar Heraldyk die enkele ontwerpen heeft gemaakt, waaruit gekozen kon worden.

## Dorpsvlaggen
Alle 12 dorpen in de gemeente Achtkarspelen hebben een eigen dorpsvlag.

Vlag van Augustinusga
Vlag van Boelenslaan
Vlag van Buitenpost
Vlag van Drogeham
Vlag van Gerkesklooster
Vlag van Harkema
Vlag van Kootstertille
Vlag van Stroobos
Vlag van Surhuisterveen
Vlag van Surhuizum
Vlag van Twijzel
Vlag van Twijzelerheide

## Verwante afbeeldingen

Wapen van Achtkarspelen waarop de vlag is gebaseerd.
Wapen van Achtkarspelen volgens HRvA

Achtkarspelen · 
Ameland · 
Dantumadeel · 
De Friese Meren · 
Harlingen · 
Heerenveen · 
Leeuwarden · 
Noardeast-Fryslân · 
Ooststellingwerf · 
Opsterland · 
Schiermonnikoog · 
Smallingerland · 
Súdwest-Fryslân · 
Terschelling · 
Tietjerksteradeel · 
Vlieland · 
Waadhoeke · 
Weststellingwerf